# Sușița, Kiustendil
Sușița (în bulgară Сушица) este un sat în comuna Trekleano, regiunea Kiustendil,  Bulgaria. 

## Demografie
Componența etnică a satului Sușița
     Bulgari (100%)
     Nicio identificare (0%)
     Altele (0%)
La recensământul din 2011, populația satului Sușița era de 28 locuitori. Din punct de vedere etnic, toți locuitorii erau bulgari.